# إديسون فلوريس
إديسون فلوريس (بالإسبانية: Edison Flores) (المولود 15 مايو 1994) هو لاعب كرة قدم بيروفي يلعب حاليًا لنادي الجامعي دي بيرو والمنتخب البيروفي كجناح.

## روابط خارجية
- إديسون فلوريس على موقع الدوري الأمريكي (الإنجليزية)
- إديسون فلوريس على موقع إي إس بي إن إف سي (الإنجليزية)
- إديسون فلوريس على موقع قاعدة بيانات كرة القدم.إي يو (الإنجليزية)
- إديسون فلوريس على موقع ليكيب (الفرنسية)
- إديسون فلوريس على موقع ناشيونال فوتبول تيمز (الإنجليزية)
- إديسون فلوريس على موقع Soccerbase.com (لاعب) (الإنجليزية)
- إديسون فلوريس على موقع Soccerway.com (الإنجليزية)
- إديسون فلوريس على موقع عالم كرة القدم.نت (الإنجليزية)
- إديسون فلوريس على موقع AS.com (الإسبانية)
- إديسون فلوريس على ESPN سوكرنت